# 福岡銀行
株式会社福岡銀行（ふくおかぎんこう、英: THE BANK OF FUKUOKA, LTD.）は、福岡県福岡市中央区に本店を置く、ふくおかフィナンシャルグループ傘下の地方銀行。

## 概要
第十七国立銀行として創業し、戦時統制により福岡県内の銀行を統合する形で設立。福岡県、福岡市、および北九州市のなどの指定金融機関を受託する。
福岡県内（福岡市内53ヶ店・北九州市内26ヶ店）をはじめ、九州全県に店舗を展開しており、特に熊本市と鹿児島市にはそれぞれ営業部を構えている。また本州には山口県（下関・宇部）、広島市、大阪市、名古屋市、東京都に店舗を開設している。
2006年（平成18年）10月13日、長崎県に本拠をおく九州親和ホールディングス及びその子会社である親和銀行（現在の十八親和銀行）と事業再生共同化に係る業務・資本提携を結び、親和銀行の不良債権問題の解決と取引先企業の事業再生・早期健全化の実現に向けたサポートを行った。
2007年（平成19年）4月2日には、熊本県に本拠をおく第二地方銀行である熊本ファミリー銀行（現在の熊本銀行）との共同株式移転により、持株会社となるふくおかフィナンシャルグループ (FFG) を設立して同社の子会社となったが、当行の転換社債が株式移転によりFFGへ承継されなかったため、転換社債の転換により交付される普通株式すべてをFFGの普通株式に交換する簡易株式交換が行われることとなり、同年9月28日付でFFGの完全子会社となった。

## 沿革
- 1877年（明治10年） - 福岡藩と御用商人・佐野弥平らにより第十七国立銀行として創業。佐野が初代頭取を務めた。
- 1945年（昭和20年）3月31日 - 十七銀行・筑邦銀行（戦後の同名行とは無関係）・嘉穂銀行・福岡貯蓄銀行が解散合併し、株式会社福岡銀行を設立。
- 1949年（昭和24年）6月 - 福岡証券取引所に上場。
- 1978年（昭和53年）10月 - 東京証券取引所及び大阪証券取引所市場第二部に上場。
- 1981年（昭和56年）9月 - 東京証券取引所及び大阪証券取引所市場第一部に上場。
- 2000年（平成12年）9月 - 福銀リースの株式を日本リースへ譲渡。
- 2002年（平成14年）1月 - 「共同利用型基幹システム」が先行稼働。
- 2003年（平成15年）
  - 1月 - 福岡銀行・広島銀行の「共同利用型基幹システム」の本格稼働。
  - 4月1日 - 久留米支店を久留米営業部へ改称。
- 2004年（平成16年）10月 - キャッシュ・クレジット一体型カード「arecore card（アレコレカード）」の発行を開始[10]。
- 2005年（平成17年）
  - 7月15日 - イーネットとの業務提携によるコンビニATMサービスを開始[11]。
  - 8月1日 - 当行の100%子会社で、クレジットカード業務を担っていた福岡カードを吸収合併[12]。
- 2006年（平成18年）
  - 5月17日 - 熊本ファミリー銀行が整理回収機構へ発行した優先株式（公的資金）を全額買い取る形で資本提携を結ぶ[13]。
  - 6月12日 - 熊本ファミリー銀行とCD・ATM相互無料提携を開始[14]。
  - 10月2日 - 熊本支店を熊本営業部へ改称[15]。
  - 10月13日 - 九州親和ホールディングス及び同社子会社の親和銀行との間で事業再生共同化に係る業務・資本提携に基本合意したことを発表[5]。
- 2007年（平成19年）
  - 2月5日 - 親和銀行とCD・ATM相互無料提携を開始[16]。
  - 4月2日 - 熊本ファミリー銀行との共同株式移転により、持株会社となるふくおかフィナンシャルグループが設立され、同社の子会社となる[6]。その際、当行の第2回劣後特約付無担保転換社債に関し、株式移転によってはふくおかフィナンシャルグループへ承継されない疑義が生じる[7]。
  - 4月4日 - 当行の第2回劣後特約付き無担保転換社債の転換により交付される当行普通株式の全てをふくおかフィナンシャルグループの普通株式に交換し、当行をふくおかフィナンシャルグループの完全子会社化させることを目的とした簡易株式交換を行うことを発表[8]。
  - 9月28日 - 簡易株式交換によりふくおかフィナンシャルグループの完全子会社となる[9]。
  - 11月19日 - イオン銀行とのATMに関する業務提携に基づき、ATM相互開放を開始。イオン、マックスバリュ、ザ・ビッグ、イオンモールなどイオングループの店舗に設置のイオン銀行ATMで当行キャッシュカードによる出金（引出）が可能となる（ATM手数料は当行ATMと同じ扱いで、平日時間内は無料となる）[17]。
- 2008年（平成20年）
  - 1月 - 熊本ファミリー銀行の子会社でクレジットカード事業を担っていた熊本カードの全株式を取得し、完全子会社化（熊本カードは同年4月1日付でFFGカードに商号変更される）[18]。
  - 3月3日 - インターネット専用支店（バーチャル店舗）「ふくぎんNet-One（ネットワン）支店」を開設[19]。
  - 6月16日 - 本部機能を大手門の「ふくおかフィナンシャルグループ本社ビル」へ移転（ふくおかフィナンシャルグループの本社も同ビル内へ移転）[20]。
  - 8月1日 - 当行の100%子会社としてFFGビジネスコンサルティングを設立[21]。
- 2009年（平成21年）
  - 2月13日 - 熊本ファミリー銀行及び親和銀行が有する事業再生事業及び不良債権関連事業を吸収分割により承継[22]。
  - 2月23日 - 九州ATMネットワークによるATM利用手数料相互無料提携を開始。これにより、既に相互無料提携を行っている親和銀行に加え、西日本シティ銀行・筑邦銀行・佐賀銀行・大分銀行・十八銀行[注 2]・肥後銀行・宮崎銀行・鹿児島銀行の各ATMで当行キャッシュカードによる引出（出金）及び振込時のATM手数料が無料化（平日時間外・土日祝日も手数料が引き下げ）される[23]。
  - 5月15日 - 子会社で債権者の債権管理や再生支援の業務を担っていた親和コーポレート・パートナーズの解散を発表[24]。
- 2010年（平成22年）
  - 3月15日 - ICカード（ICキャッシュカード・生体認証ICキャッシュカード・ICローンカード）に設けられていた有効期限を廃止（「アレコレカード」などのクレジット一体型カードの場合はクレジットカードの有効期限に揃えられる）。同年3月12日以前に発行されたICカードは有効期限到来時に更新されるICカードが無期限となる[25]。
  - 9月21日 - グループ3行間のATM相互入金サービスを開始。これにより、当行ATMで熊本ファミリー銀行や親和銀行のキャッシュカードによる預入（入金）及び熊本ファミリー銀行や親和銀行のATMで当行キャッシュカードによる預入（入金）が可能となる[26]。
  - 10月18日 - 佐世保支店（長崎県佐世保市）を旧佐世保支店跡に新築した「ふくおかフィナンシャルグループ佐世保ビル」内へ移転[27][注 3]。
  - 12月20日 - 西鉄グループとの業務提携により、キャッシュ・クレジット・IC乗車券一体型カード「arecore nimoca（アレコレnimoca）」の申込受付を開始[10]。
- 2012年（平成24年）
  - 3月19日 - ローソンの子会社であるローソン・エイティエム・ネットワークス（現：ローソン銀行）との提携により、ローソンATMによるATMサービスを開始[28]。
  - 4月1日 - 簡易株式交換により前田証券を完全子会社化。前田証券は同日付でふくおか証券に商号変更する[29][注 4]。
  - 8月6日 - 西鉄グループとの提携カード「arecore nimoca」のゴールドカードとなる「arecore nimocaゴールドカード」の申込受付を開始（併せて、家族カードの追加や、「arecore card」から「arecore nimoca」への切替申込も可能となる）[30]。
- 2013年（平成25年）
  - 7月 - グループ行の熊本銀行・親和銀行とともに、店舗への公衆無線LANサービスの提供を順次開始。当行ではグループ3行共通での導入となるNTTドコモの「docomo Wi-Fi」、ソフトバンクモバイル（現・ソフトバンク）の「ソフトバンクWi-Fiスポット」に、FFGのグループ行では当行のみとなるKDDIの「au Wi-Fi SPOT」を含めた3種類が導入される[31]。
  - 9月2日 - JR九州との提携カードとして、キャッシュ・クレジット・交通IC一体型の「arecore SUGOCA（アレコレSUGOCA）」の申込受付を開始（グループ行の熊本銀行・親和銀行でも申込受付を開始。デザインは3行とも共通で、カード券面左下の銀行名が異なる程度となる）[32]。
  - 10月 - グループ行の熊本銀行・親和銀行とともに、日立オムロンターミナルソリューションズ（現：日立チャネルソリューションズ）製の「AKe-S（エーケーエス）」を新型ATMとして導入し、順次ATMの更新を開始（2016年3月までに更新を完了）[33]。
- 2014年（平成26年）
  - 1月28日 - 北海道銀行・七十七銀行・千葉銀行・八十二銀行・静岡銀行・京都銀行・広島銀行・伊予銀行の地方銀行8行との間で「地域再生・活性化ネットワークに関する協定書」を締結[34][35]。
  - 4月7日 - グループ3行ATMにおける通帳相互利用サービスを開始。これにより、当行ATMでの熊本銀行・親和銀行の通帳の利用及び熊本銀行・親和銀行ATMでの当行の通帳の利用が可能となる[36]。
  - 6月13日 - 総合口座の通帳並びにキャッシュカード（磁気ストライプ・生体認証IC）にブランドキャラクター「ユーモ」デザインを追加導入し、取扱いを開始[37]。
  - 8月6日 - 地域経済活性化支援機構と共に、九州の水産食品大手の最上グループに対し金融支援を実施することが明らかとなる[38][39]。
  - 9月1日 - 地域経済活性化支援機構がファンド運営子会社であるREVICキャピタルを通じて設立された「地域ヘルスケア産業支援ファンド」に出資したことを発表[40][41]。
  - 10月31日 - 福岡キャピタルパートナーズが運営する2つの農業ファンドに総額30億円を出資して設立したことを発表[42][43]。
- 2015年（平成27年）6月1日 - 鹿児島支店を鹿児島営業部へ改称[44][45]。
- 2016年（平成28年）
  - 8月16日 - 当行を含むFFGのグループ3行における保険の募集に関する業務を担う子会社としてFFGほけんサービスを設立[46]。
  - 10月11日 - JCBブランドの決済カード（ブランドデビットカード）「Debit+（デビットプラス）」の取扱を開始[47]。
- 2017年（平成29年）8月10日 - JR九州との提携によるデビット・交通IC一体型カード「Debit+ SUGOCA（デビットプラスSUGOCA）」の取扱を開始[48]。
- 2018年（平成30年）
  - 3月1日 - GMOペイメントゲートウェイとの連携により、スマホ決済サービス「YOKA!Pay（よかペイ）」の取り扱いを開始。銀行Pay（マルチバンク対応）の導入より、取り扱い開始と同時に横浜銀行のスマホ決済サービス「はまペイ」と連携し、相互利用が可能となる[49]。
  - 7月2日 - 金融サービス高度化に関する研究開発を担う子会社としてR&Dビジネスファクトリーを設立[50]。
  - 7月23日 - この日から磁気の影響を受けにくい新しい通帳（Hi-Co通帳）を取扱開始した[51]。
- 2019年（平成31年）4月1日 - 十八銀行とふくおかフィナンシャルグループの経営統合に伴い、十八銀行宛の振込手数料、当行ATMでの十八銀行キャッシュカードを利用した振込・出金及び十八銀行ATMでの当行キャッシュカードを利用した振込・出金時のATM手数料をグループ銀行扱いに変更する形で引下げ（インターネットバンキング・モバイルバンキングによる振込や、ATMでのキャッシュカードを利用した振込時のATM手数料は無料化）される[52]。
- 2020年（令和2年）10月14日 - LINE Fukuokaを発起人として、当行を含む福岡を拠点とする9社（当行、嘉穂無線ホールディングス(ホームセンターを運営する(グッデイの親会社)、JR九州、西部ガス、西日本シティ銀行、西日本鉄道、福岡国際空港、福岡地所）が協働、オブザーバーに福岡市を迎え、共同事業体「Fukuoka Smart City Community」を発足[53]。
- 2021年（令和3年）
  - 1月4日 - グループ銀行の十八親和銀行のシステム統合完了により、旧十八銀行ATMでの当行通帳の利用や当行キャッシュカードによる入金、当行ATMでの旧十八銀行キャッシュカードによる入金が可能となる。
  - 7月1日 - 法人・個人事業主向け業務効率化支援サービス「ふくぎんEAZYBIZ」の取り扱い開始[54]。本サービスは株式会社スマイルワークスとの協業によるクラウドサービスで、法人向けインターネットバンキング「BB-Web」と自動連携し、取引先との一連のやりとりの電子化に対応することで業務の省力化が可能で、会計や勤怠管理・給与計算、在庫管理などのサービスも用意されており、バックオフィスの生産性効率化にも貢献する。なお、グループ銀行である熊本銀行や十八親和銀行でも「熊本銀行EAZYBIZ」・「十八親和銀行EAZYBIZ」の名称で同年10月18日よりサービスを開始している。
- 2022年1月17日 - 長崎支店（長崎県長崎市）を十八親和銀行旧思案橋支店[注 5]跡地2階へ移転[55]（なお、1階にはコワーキング施設の「DIAGONAL RUN NAGASAKI(ダイヤゴナルラン ナガサキ)」が当支店の移転と同日に開業、3階には旧拠点からの移転によりFFG証券 長崎支店が入居[56]しており、同支店跡は「FFG思案橋ビル」へ名称を変え、グランドオープンしたこととなる）。

## 本店
現在の福岡銀行本店は、建築家の黒川紀章により設計されたものである。外観上の最大の特徴ともなっている直方体の一部を切り取ることで生まれた大きなピロティは、公共空間として利用されることを意図したものであり、竣工した1975年（昭和50年）当時は画期的な試みであった。ただし、ピロティは2方に向かって大きく開口しているにもかかわらず、そのうち一方は狭小な道路に面していることから、建築計画が敷地に整合していないとの指摘もある。また、ケヴィン・ローチ設計のフォード財団ビルとの類似性も、かねてから指摘されている。
2008年（平成20年）6月16日、中央区大手門に建設された新本部ビル（ふくおかフィナンシャルグループ大手門ビル）に本部機能が移され、本店は営業部のみの機能をもつ建物となった。
本部部署移転後、老朽化した各階の補修工事が順次行われ、翌年10月19日に、リニューアルオープンした。　
新しい本店営業部は、1階に外貨両替窓口・個人顧客専用預金窓口・個人顧客専用資産運用相談窓口を配置した個人顧客専用の「本店コンサルティングフロア」を設置するとともに、2階には、福岡ローンセンター、個人顧客専用振込・税金納付窓口、法人専用窓口を設置した2フロア構成とした。また、1階ロビーには入口に総合受付を設置するとともにフロアマネージャーおよびフロアアテンダントの常駐、休日営業の開始（毎週土曜日、予約制による個人のローン・資産運用相談のみ）、公開空地であるピロティには1階ロビー側からも利用できるカフェショップ「AFE FADIE'S」の併設（九州初）等の新しい取組みを実施した。従来は2階で営業していた本店コーポレート営業部（法人融資部門）は3階に移設するとともに、4階にはVIP専用応接室やセミナールームを新設するなど、営業部門のフラッグシップ店舗として生まれ変わった。
さらに2階の一部にはグループ会社であるふくおか証券天神営業部（現・FFG証券本店営業部）が、9階には同証券本部が入居。銀行商品以外に証券取引も提供できる体制を整え、幅広く資産運用相談ができる金融のワンストップサービス拠点となった。
設備面では、新築当時、黒川紀章がデザインした黄金色を基調とした内装什器を一新し、茶や黒を多用した落ち着いた雰囲気に改装。1階ロビー壁面には55型大型ディスプレイを3台取付、高さ7ｍを超える天井照明は全て省エネ・環境に配慮したLED照明を採用、2階フロアに直接アクセスできるよう1階フロア中央に「大型エスカレータ」を新設。また、階段部分には車椅子昇降機を新設するとともに、音声案内付触知図の設置など、バリアフリー対応も強化している。
本店の地下には、ふくおかフィナンシャルグループ文化芸術財団が管理運営を行う775席のFFGホール（旧ふくぎん本店大ホール）が設置されており、室内楽やピアノ、小編成のオーケストラの演奏が行われている。ここでは同行吹奏楽団の演奏会が開催されるほか、福岡市の九州交響楽団（九響）がモーツァルトの全交響曲と協奏曲を演奏する《モーツァルトをあなたに！》と題した演奏会を9年間かけて1991年（平成3年）まで開催した。この演奏会シリーズへの評価は高く《続…モーツァルトをあなたに！》と題した演奏会を2009年（平成21年）より開催している。開設以来、九響の演奏会が多く行われており、九響を育てたホールとも言える存在である。ふくおかフィナンシャルグループの設立記念式典は、2007年（平成19年）4月1日にこの大ホールで行われた。
本店は2009年に日本建築家協会25年賞を受賞し、2013年にDOCOMOMO JAPAN選定 日本におけるモダン・ムーブメントの建築に選定されている。

## 北九州戦略
福岡市に本店を置く福岡銀行は、福岡都市圏を主体とした経営となっていたこともあり、北九州地域では西日本シティ銀行が最大のシェアをもち、また山口フィナンシャルグループの影響も強まっていた。
山口フィナンシャルグループが「北九州銀行」の設立構想を発表すると、その対抗策としての北九州地域への役員常駐、北九州本部・営業部ビルの建て替え、および山口銀行の拠点の一つである山口県宇部市への宇部支店開設を急遽表明した。宇部支店は、2010年（平成22年）12月6日に同じふくおかフィナンシャルグループである親和銀行宇部支店（2008年（平成20年）9月22日に小倉支店に統合）の建物を利用し開設した。なお、同支店が最初に開設されたのは1953年（昭和28年）9月であり、1998年（平成10年）2月に下関支店に統合する形で1度閉鎖されている。このため、宇部市にはふくおかフィナンシャルグループとして2年ぶり、福岡銀行としては12年ぶりの再進出となった。
福岡銀行は西日本シティと異なり北九州地区への地域還元も積極的に行っており、2012年は北九州銀行が主要スポンサーとなったギラヴァンツ北九州に対し、小・中・高校生のホームゲームB・C席入場料を肩代わりする“夢チケット”のスポンサーとなって支援した。

## 情報処理システム
同じく地方銀行である広島銀行と「共同利用型基幹システム」を採用している。博多駅前道路陥没事故の発生時には、一時広島銀行との通信が遮断されFG傘下の3銀行で業務停止に陥った（事故記事参照）。

## 関連会社
- ふくぎん保証株式会社
- 福銀事務サービス株式会社
- 福銀不動産調査株式会社
- ふくおか債権回収株式会社
- Fukuoka Preferred Capital Cayman Limited
- Fukuoka Preferred Capital 2 Cayman Limited
- 株式会社FFGカード

- 株式会社FFGビジネスコンサルティング
- 成長企業応援投資事業有限責任組合
- FFG証券株式会社
- FFGコンピューターサービス株式会社
- 一般社団法人ふくおか・アセット・ホールディングス
- 有限会社マーキュリー・アセット・コーポレーション
- 有限会社ジュピター・アセット・コーポレーション

## 広告

### テレビCM
法令等の改正でテレビCMが解禁されてから当初は、竹内海南江や酒井美紀らを起用していた。
しかし、その後「地元密着」の姿勢に転じるとともに、タレントの起用を控え、新たに制定したマスコットキャラクター“得田福之助”を使ったCMに切り替えた。
近年は、旧福岡ダイエーホークス時代から、城島健司捕手を起用していた。2006年（平成18年）は城島選手の大リーグ移籍により、権利金支払いの問題もあって野球選手姿ではない形で出演。城島選手自身の発言から生まれた「ジョージ・マッケンジー」という異名から始まる歌いだしで「住宅ローン」「インターネットバンキングサービス」「独自発行のクレジットカード等付き多機能キャッシュカード」をそれぞれ宣伝していた。
翌年も引き続き城島健司を起用。野球のユニフォーム姿での出演が復活したものの、やはり権利関係の問題から、無地のユニフォームによる出演である。また、城島を使わない広告活動では、経営統合したこともあり、得田福之助は姿を消した。
2009年（平成21年）からは出演者を一新。バリアフリー化の取り組みなどを前面に押し出し、従来と異なるスタイルとなっている。また、城島選手が2010年（平成22年）より日本球界への復帰に際して、阪神タイガースを選んだため、「住宅ローン」「インターネットバンキングサービス」「独自発行のクレジットカード等付き多機能キャッシュカード」で同選手を使っていた宣伝広告は打ち切られた。
2010年（平成22年）12月よりアレコレカードにnimocaカード機能を搭載した多機能カード「アレコレnimoca」を発行したのを機に、地元タレント・モデルである内村麻美を起用した。
2012年（平成24年）からはホークスの内川聖一を起用。
2013年（平成25年）のローンのCMには「ロ」の字をモチーフにしたハローン君をキャラクターに起用。同キャラクターは熊本銀行及び親和銀行でも用いられていた。
2016年10月からは、ふくおかフィナンシャルグループ全体及び各サービスのCMのイメージキャラクターとして、福岡出身の俳優・瀬戸康史を起用している。なお、2019年にリニューアルされたマイレージサービス「マイバンク+」に関しては、同じく福岡出身の女優・吉瀬美智子を起用。2021年7月から放映されているふくおかフィナンシャルグループ全体のブランドCMでは、瀬戸に加えて同じく福岡県出身である女優・井桁弘恵が新たに起用された。なお、2023年10月からはNISA及びカードローンのCM、2024年3月からはリニューアルされた各銀行アプリのCMも井桁が担当している。グループの熊本銀行、十八親和銀行に関しても同様に起用している。

### 福岡ドームの広告
福岡ドーム（2005年からはヤフードーム、2013年からはヤフオクドーム）のライトスタンドポール際に広告を出しており、企業名の右側に描かれた白い楕円に囲まれたラッコ（名前は得田福之助〈とくだ・ふくのすけ〉）のイラストに打球をダイレクトで当てた打者には、福岡銀行から賞金100万円が贈呈される。
当初はラッコのグラブに当てたら100万円だったが、まったく当たらないためラッコ全体、さらにラッコを囲む楕円と範囲を広げていった。
その後「キャッチボールをする親子」を経て、2015年現在のイラストは「グラブを持ったユーモ」になっている（賞金100万円は変わりない・ユーモはふくおかフィナンシャルグループのイメージキャラクター）。

## ギャラリー

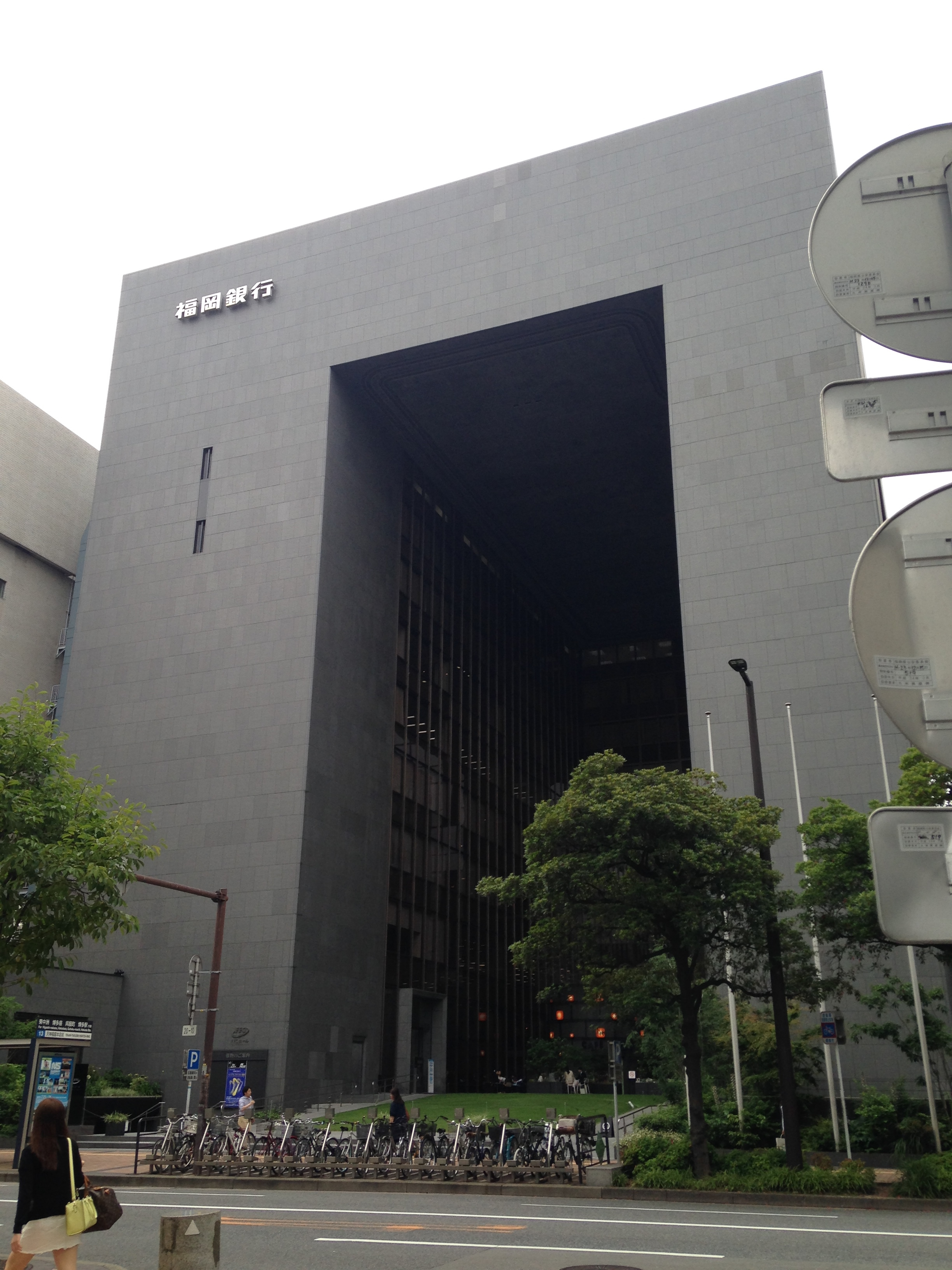
本店営業部
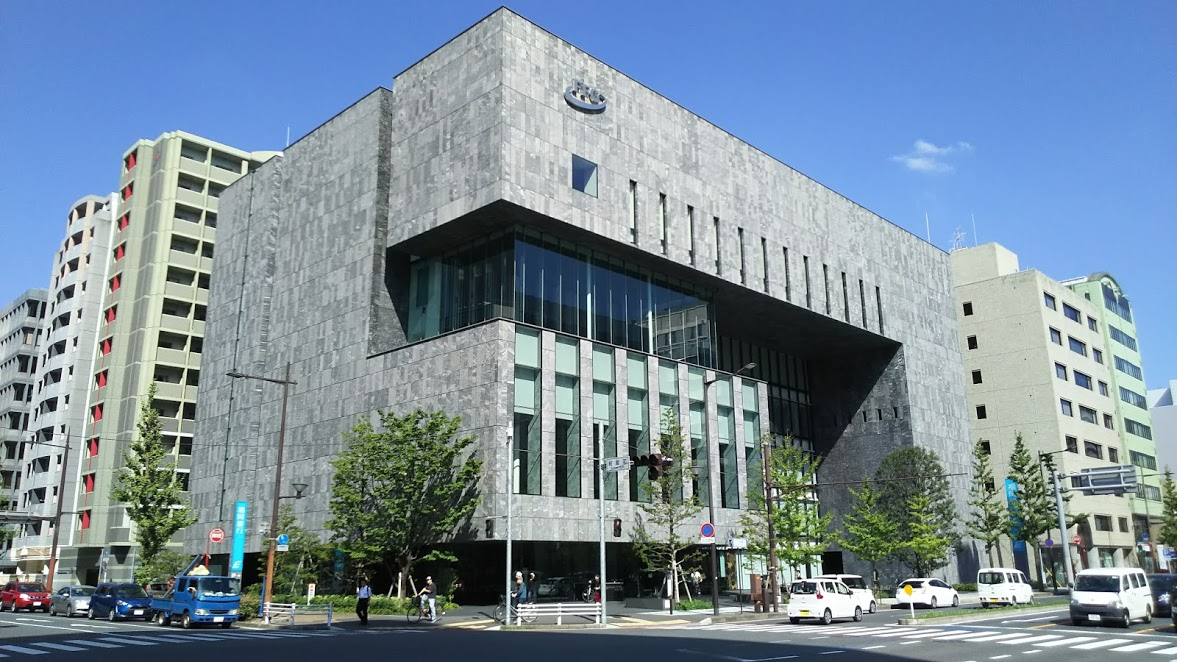
北九州営業部
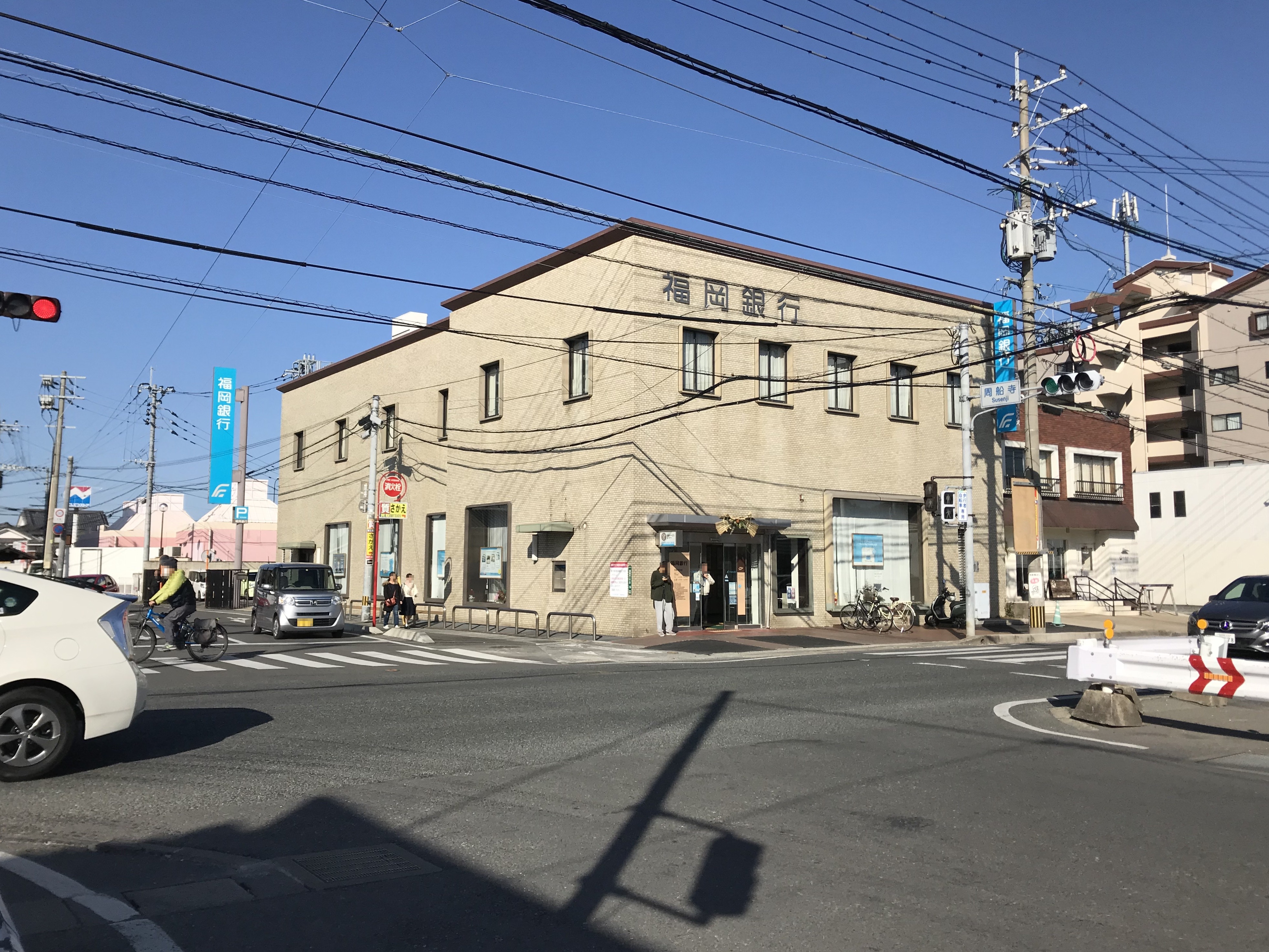
周船寺支店
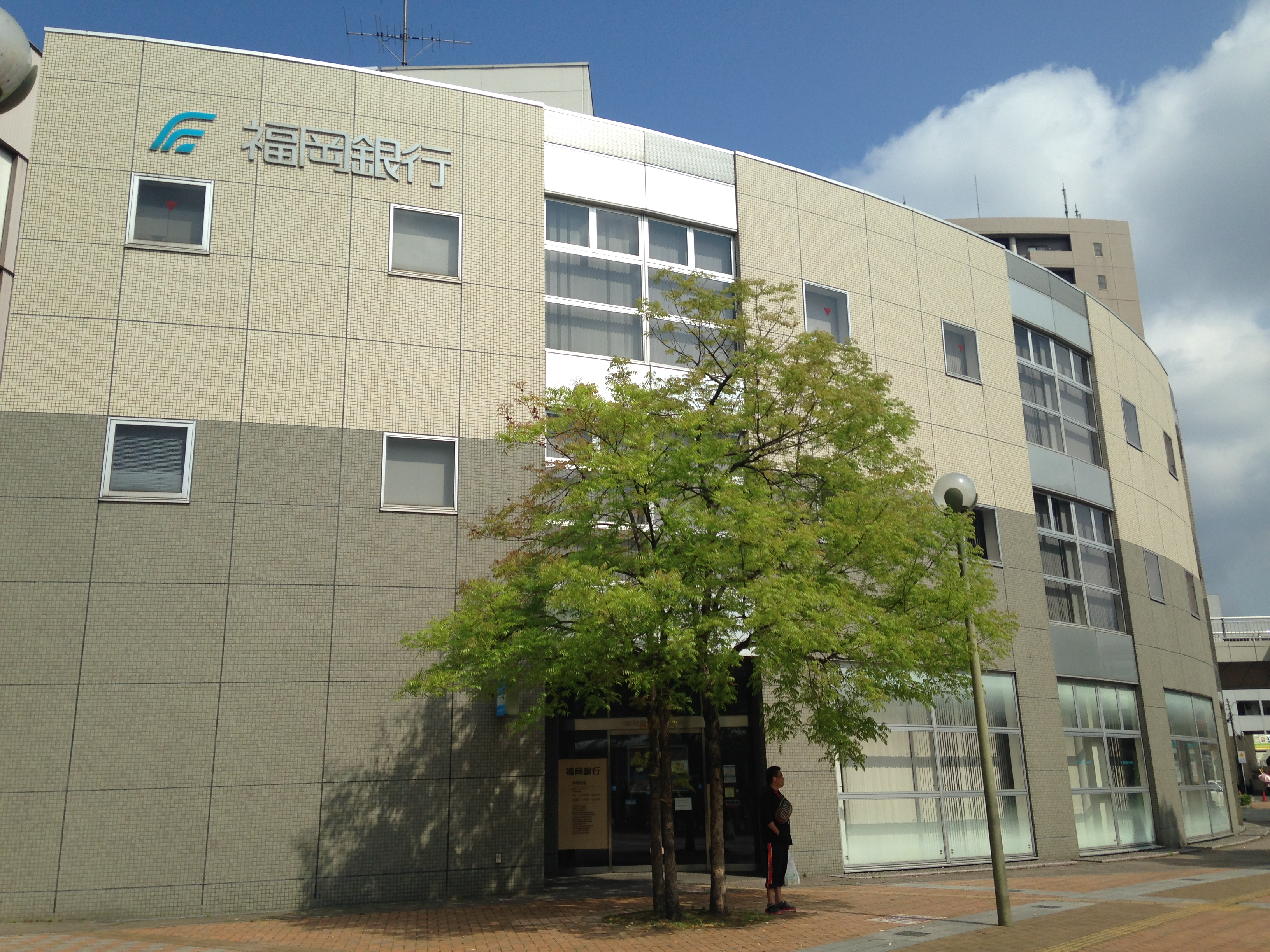
戸畑支店
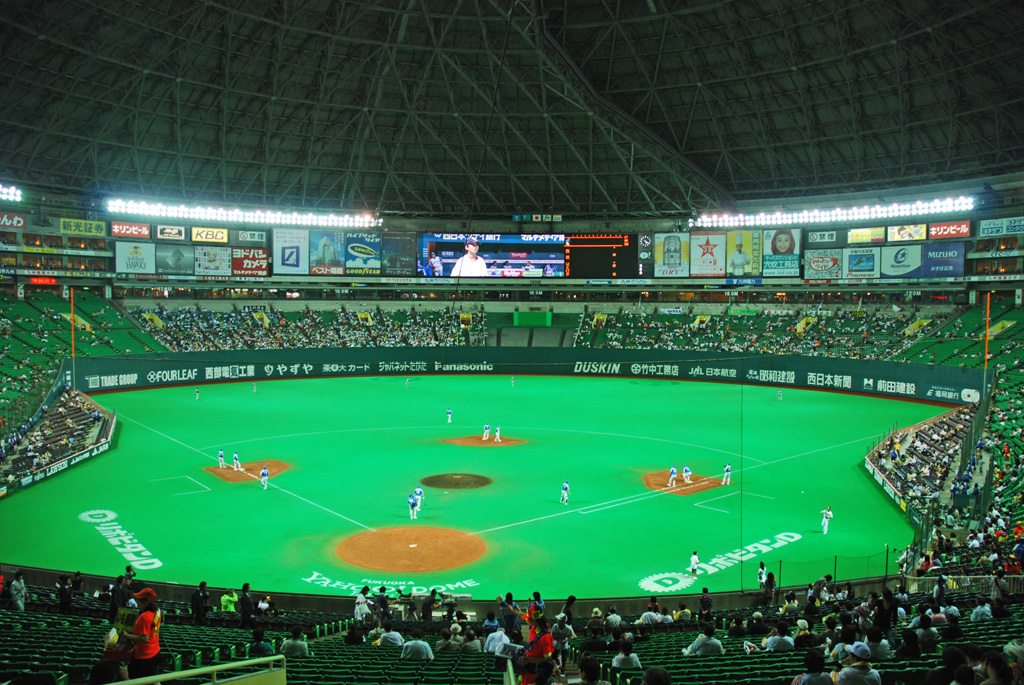
画面右端の白い楕円が福岡銀行賞

### 注
1. ↑  北九州市では、2015年度以降、既存の福岡銀、みずほ銀に加え、西日本シティ銀、北九州銀が新たに受託機関となり4行の輪番制へと移行する。
2. ↑  十八銀行は2019年（平成31年）4月1日のふくおかフィナンシャルグループとの経営統合によってグループ行の扱いとなり、2020年（令和2年）10月1日付で親和銀行と合併し、十八親和銀行となる
3. ↑  同ビルには、グループ行である十八親和銀行佐世保支店・佐世保駅前支店（佐世保支店は旧親和銀行店舗、佐世保駅前支店は旧十八銀行店舗。2022年2月21日付で佐世保駅前支店が佐世保支店内へ移転し、ブランチインブランチ化）も入居しており、1階のATMコーナーは当行ATMと十八親和銀行ATMが並立して設置されている
4. ↑  2018年（平成30年）にFFG証券に再度商号変更される
5. ↑  現在の思案橋支店は道路を挟んで隣接する浜町支店との共同店舗（ブランチインブランチ）として営業
6. ↑  2009年（平成21年）1月にはFFG傘下の熊本ファミリー銀行がシステムバンキング九州共同センター<SBK>から離脱して本システムへ移行し、また翌年1月には同じFFG傘下の親和銀行が本システムへ移行し、それぞれ稼働を開始している。